# Dan Doh!!
Dan Doh!! (ダンドー?, Dandō), stilizzato come DAN DOH!!, è uno shōnen manga, scritto da Nobuhiro Sakata ed illustrato da Daichi Banjou. La storia è stata adattata in una serie televisiva anime andata in onda per la prima volta nell'aprile del 2004 in Giappone.

## Trama
Dan Doh!! ha come protagonista uno studente del quinto anno chiamato Tadamichi Aoba, soprannominato Dandō. Dandō e i suoi due amici sono i migliori della loro squadra di baseball, ma dopo un incidente con il preside della loro scuola, vengono introdotti al mondo del golf. Dandō e i suoi amici vengono seguiti da un passato giocatore professionista chiamato Shinjō Mikiyasu, che li ritiene capaci di superare persino il proprio livello. Mentre Dandō inizia a partecipare ai tornei, il suo spirito amichevole, la determinazione, e il suo carattere serio e competitivo spingono a dare il meglio le persone che gli sono vicine, e gli procurano nuove amicizie.

## Personaggi
Tadamichi Aoba (青葉弾道?, Aoba Tadamichi)
Voci originali: Takahiro Sakurai
Tadamichi Aoba, chiamato anche Dandō dai suoi amici, era inizialmente un talentuoso giocatore di baseball con la capacità di colpire dei lunghi fuoricampo. Dopo l'introduzione al mondo del golf da parte del preside, Dandō smette di giocare a baseball e decide di giocare a golf, in parte dopo aver sentito del premio di 30 milioni di yen di un torneo. Crede che se riuscirà a vincere il premio sua madre tornerà, dopo che ha lasciato lui, la sorella maggiore e il padre a causa di problemi economici.
Yūka Sunada (砂田優香?, Sunada Yūka)
Voci originali: Aya Hirayama
Yūka Sunada è l'amica di Dandō che lo segue nel giocare a golf. Mostra un interesse di tipo romantico verso Dandō preoccupandosi per lui costantemente e esultando dopo i suoi progressi. Lo swing di Yūka è saldo, e le permette di mantenere il proprio stile anche sotto pressione, e persino mentre viene molestata sessualmente durante la sua prima partecipazione in un torneo.
Kōhei Ooike (大池弘平?, Ooike Kōhei)
Voci originali: Rie Ichita
Kōhei Ooike è l'amico di Dandō che lo segue nel giocare a golf. Anche lui ha giocato a baseball, e poteva mandare la palla più lontano che Dandoh. Oltre alla sua forza nel colpire la palla, Kōhei eccelle nel putt.
Shinjō Mikiyasu (新庄樹靖?, Mikiyasu Shinjō)
Voci originali: Shigeru Nakahara
Shinjō Mikiyasu era un giocatore professionista che vinse l'Arizona Phoenix Open battendo Greg Norman un anno e sette mesi prima dell'inizio della storia. la sua carriera ebbe una brusca interruzione quando un incidente d'auto gli impedì di muovere la mazza. Invidia Dandō perché ha degli amici che lo supportano, e decide di insegnare a Dandō, Yūka e Kōhei dopo che gli mostrano di avere determinazione e pazienza.

## Anime
Dan Doh!! è stato acquisito per la distribuzione in Nord America dalla Bandai Entertainment, che ha annunciato l'acquisizione all'Anime Expo del 2004, quando ha deciso di stabilire una forte presenza nel genere sportivo. Una traduzione in inglese è stata fatta in congiunzione con la Odex, una compagnia di anime di Singapore.

### Sigle
Tema d'apertura
- Going On di Bullet 77

Tema di chiusura
- Wild Flower (WILD FLOWER ~花に嵐の喩えあり~?, Wild Flower ~ Hana ni Arashi no Tatoe ari ~) di Bullet 77
- Believe In Love di Bullet 77

### Episodi
| Nº | Giapponese 「Kanji」 - Rōmaji              | In onda           | In onda |
| Nº | Giapponese 「Kanji」 - Rōmaji              | Giapponese        |         |
| 1  | 「ダンドーの夢」 - Dandō no yume           | 3 aprile 2004     |         |
| 2  | 「選手権」 - Senshuken                     | 10 aprile 2004    |         |
| 3  | 「優香」 - Yūka                            | 17 aprile 2004    |         |
| 4  | 「ミスショット」 - Misushotto              | 24 aprile 2004    |         |
| 5  | 「ニコボール」 - Nikobōru                  | 1º maggio 2004    |         |
| 6  | 「横田」 - Yokota                          | 8 maggio 2004     |         |
| 7  | 「決勝ラウンド」 - Kesshō raundo           | 15 maggio 2004    |         |
| 8  | 「父」 - Chichi                            | 22 maggio 2004    |         |
| 9  | 「６番アイアン」 - 6-ban aian              | 29 maggio 2004    |         |
| 10 | 「谷越え」 - Tanigoe                       | 5 giugno 2004     |         |
| 11 | 「強者つどう」 - Tsuwamono tsudō           | 12 giugno 2004    |         |
| 12 | 「世界でただ一本」 - Sekai de tada Ippon   | 19 giugno 2004    |         |
| 13 | 「心に届く光」 - Kokoro ni todoku hikari   | 26 giugno 2004    |         |
| 14 | 「男と男の決闘」 - Otoko to otoko no kettō | 3 luglio 2004     |         |
| 15 | 「失格」 - Shikkaku                        | 10 luglio 2004    |         |
| 16 | 「北海道へ」 - Hokkaidō e                  | 17 luglio 2004    |         |
| 17 | 「キャディー」 - Kyadī                     | 24 luglio 2004    |         |
| 18 | 「大好きなショット」 - Daisukina shotto    | 31 luglio 2004    |         |
| 19 | 「挑戦」 - Chōsen                          | 7 agosto 2004     |         |
| 20 | 「二人で一人」 - Futari de hitori          | 14 agosto 2004    |         |
| 21 | 「信念」 - Shin'nen                        | 21 agosto 2004    |         |
| 22 | 「拓さん」 - Taku-san                      | 28 agosto 2004    |         |
| 23 | 「試練」 - Shiren                          | 4 settembre 2004  |         |
| 24 | 「雌雄決す！」 - Shiyū kessu!              | 11 settembre 2004 |         |
| 25 | 「風間」 - Kazama                          | 18 settembre 2004 |         |
| 26 | 「光の中で」 - Hikarinonakade              | 25 settembre 2004 |         |

### Trasmissione televisiva nel mondo
- GXT, Cartoon Network
- CN Arabia
- CBS Action, Nicktoons, Disney XD
- Network Ten, GO!, MTV
- Spacetoon
- Disney XD
- MBC
- BON TV
- Animax
- Disney Channel
- IRIB Pooya
- Gulli
- Disney XD, Univision
- Tooncast